# Persoonia micranthera
Persoonia micranthera (лат.) — кустарник, вид рода Персоония (Persoonia) семейства Протейные (Proteaceae), эндемик юго-запада Западной Австралии. Низкий кустарник с опушёнными молодыми веточками, листьями от лопаткообразных до копьевидных с более узким концом к основанию, волосистыми жёлтыми цветками и гладкими овальными плодами.

## Ботаническое описание
Persoonia micranthera — низкий или стелющийся кустарник высотой до 10-40 см с тонкой корой и опушёнными веточками в первый год жизни. Листья от лопаткообразных до копьевидных с более узким концом к основанию, 40-80 мм в длину и 8-30 мм в ширину. Цветки расположены группами от четырех до пятнадцати вдоль цветоноса длиной 10-60 мм на концах веточек, каждый цветок на цветоножке длиной 2,5-8 мм. Листочки околоцветника жёлтые, опушённые снаружи, длиной 10,5-14 мм. Цветение происходит с февраля по март, плод представляет собой гладкую костянку.

## Таксономия
Впервые вид был официально описан Питером Уэстоном в 1994 году в журнале Telopea по образцам, собранным им на вершине горы Блафф-Нолл в 1980 году.

## Распространение и местообитание
P. micranthera — эндемик Западной Австралии. Растёт как подрост в зарослях на больших высотах на пиках в восточной части хребта Стерлинг. В 2007 году было известно пять популяций, две с менее чем десятью взрослыми растениями, две с менее чем ста и две с более чем сотней кустарников.

## Охранный статус
Вид классифицируется как «находящийся под угрозой исчезновения» в соответствии с Законом правительства Австралии об охране окружающей среды и сохранении биоразнообразия от 1999 года, а также как «находящийся под угрозой исчезновения (объявленная редкая флора - сохранившаяся)» Департаментом окружающей среды и охраны окружающей среды (Западная Австралия) и подготовлен Временным план восстановлением. Основные угрозы для этого вида включают грибок Phytophthora cinnamomi, вызывающий отмирание, несоответствующие режимы пожаров, вытаптывание и выпас местной фауны.